# Syzygium paniculatum
Syzygium paniculatum vippmyrten är en myrtenväxtart som beskrevs av Joseph Gaertner. Syzygium paniculatum ingår i släktet Syzygium och familjen myrtenväxter. Inga underarter finns listade i Catalogue of Life.

## Bildgalleri

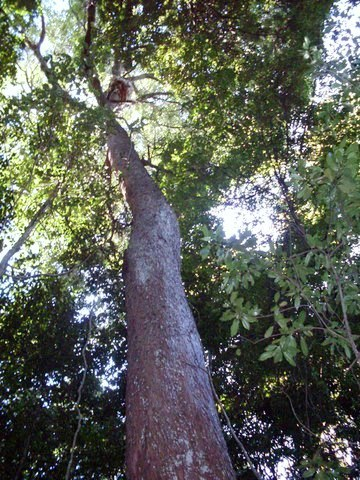
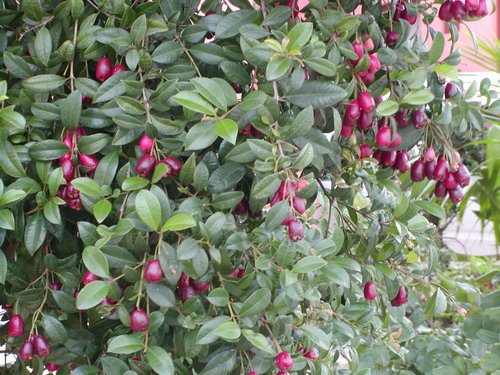
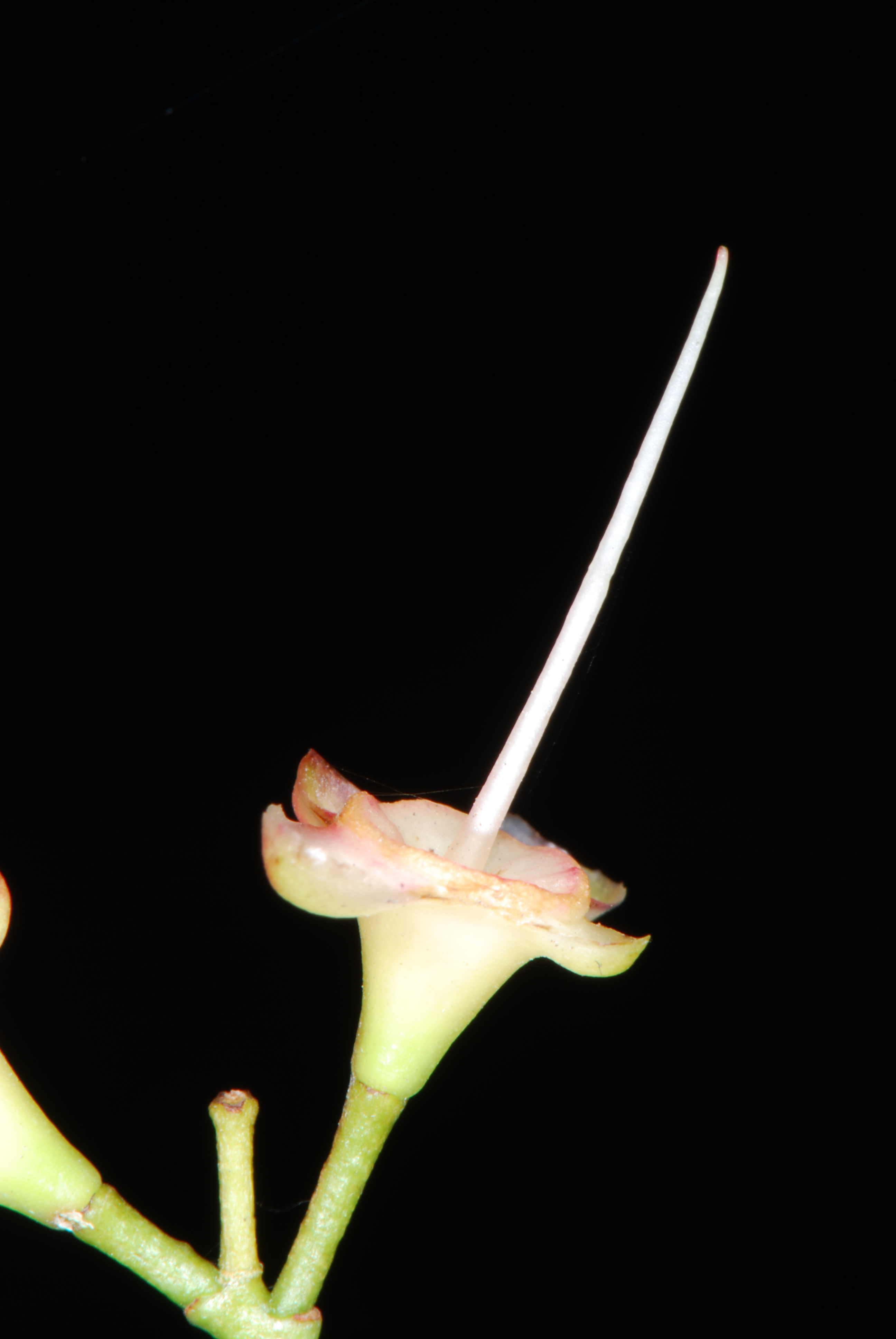
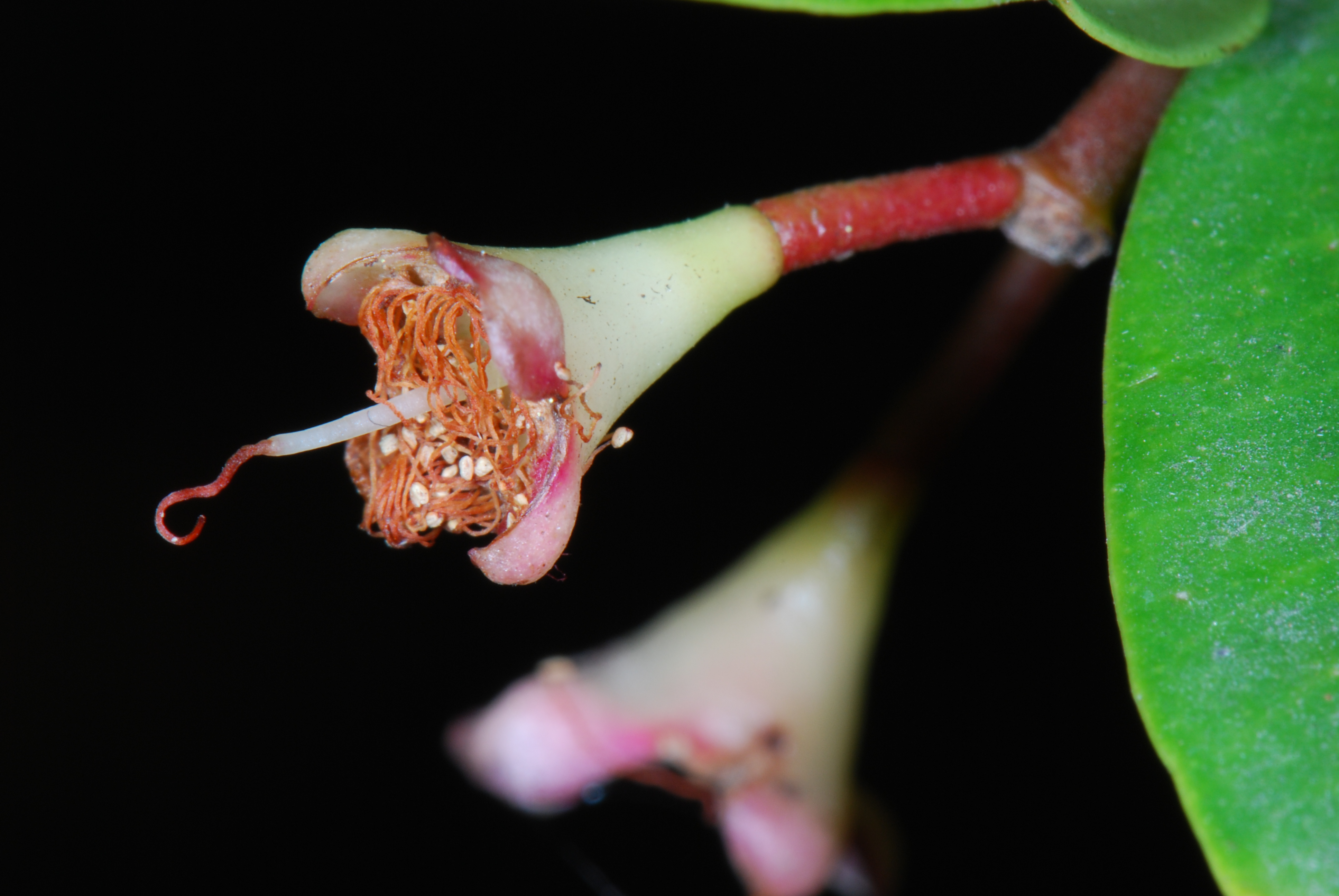
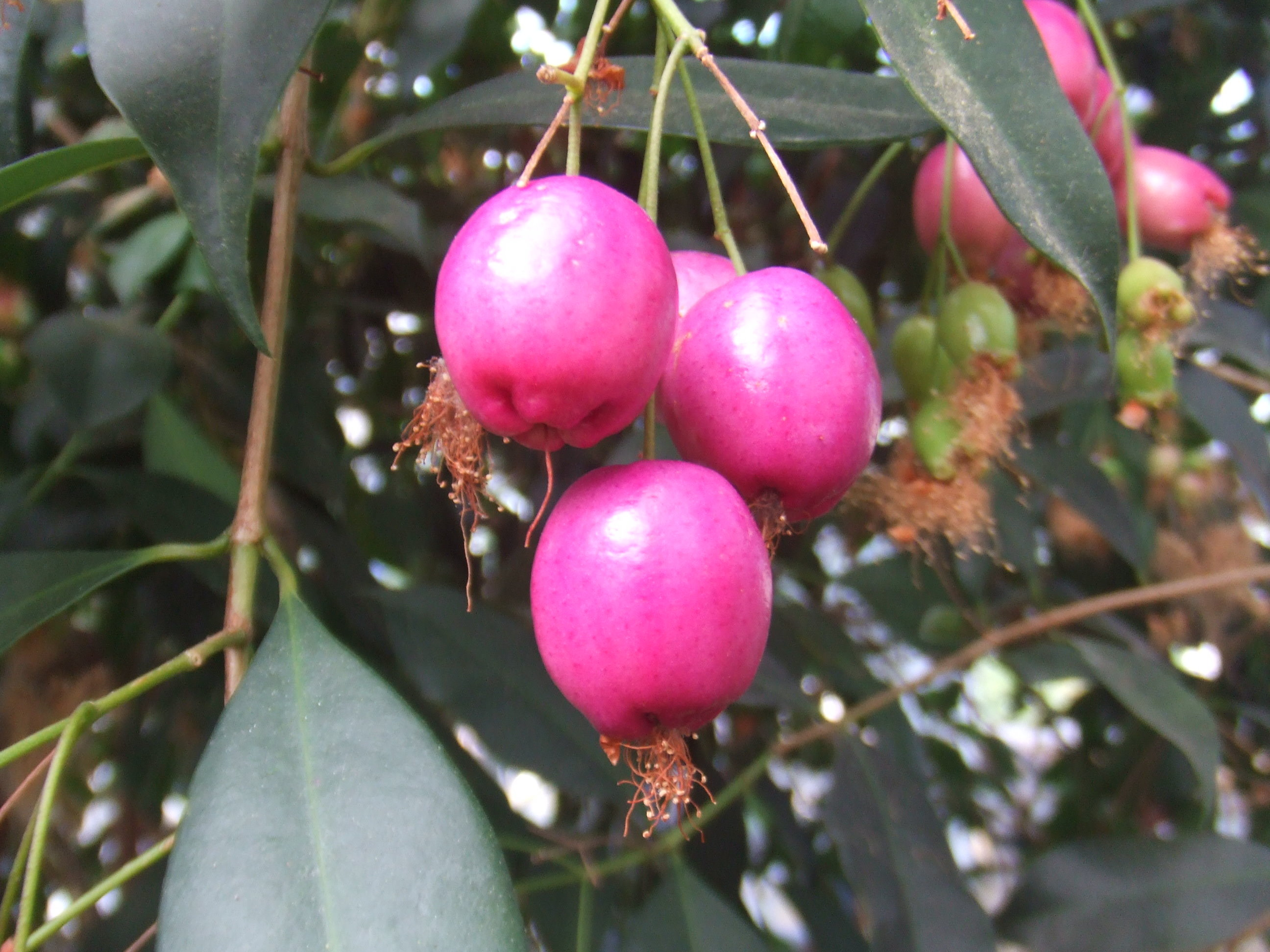
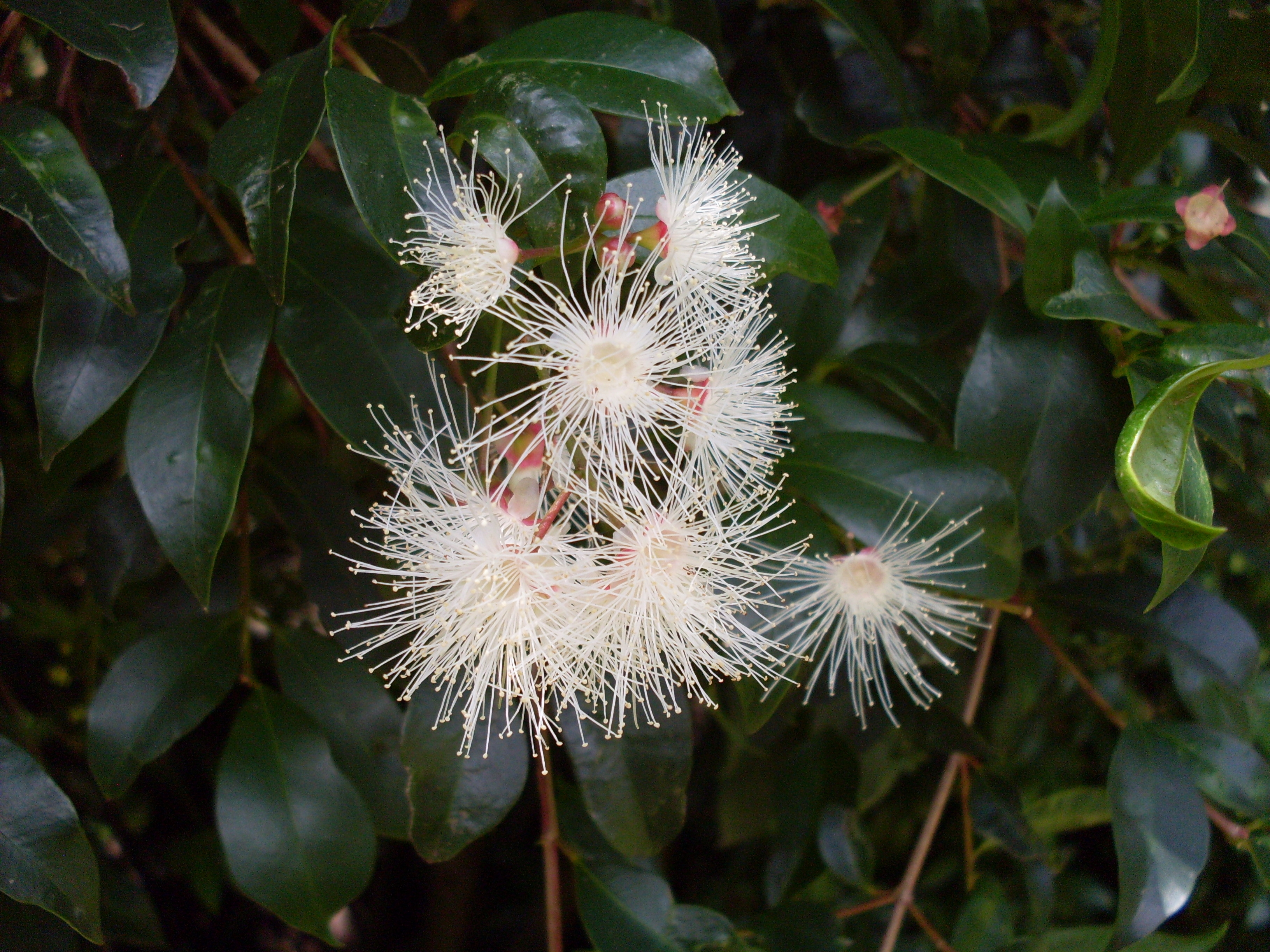